# Eintracht Bad Kreuznach
Comunitatea sportivă Eintracht e.V. 1902 Bad Kreuznach (scurt: Bad Kreuznach Eintracht, de multe ori și Eintracht Kreuznach) este un club de fotbal din Bad Kreuznach, oraș din Renania. El este unul dintre cele mai de succes cluburi de amatori din sud-vestul Germaniei.